# Enrico Macias

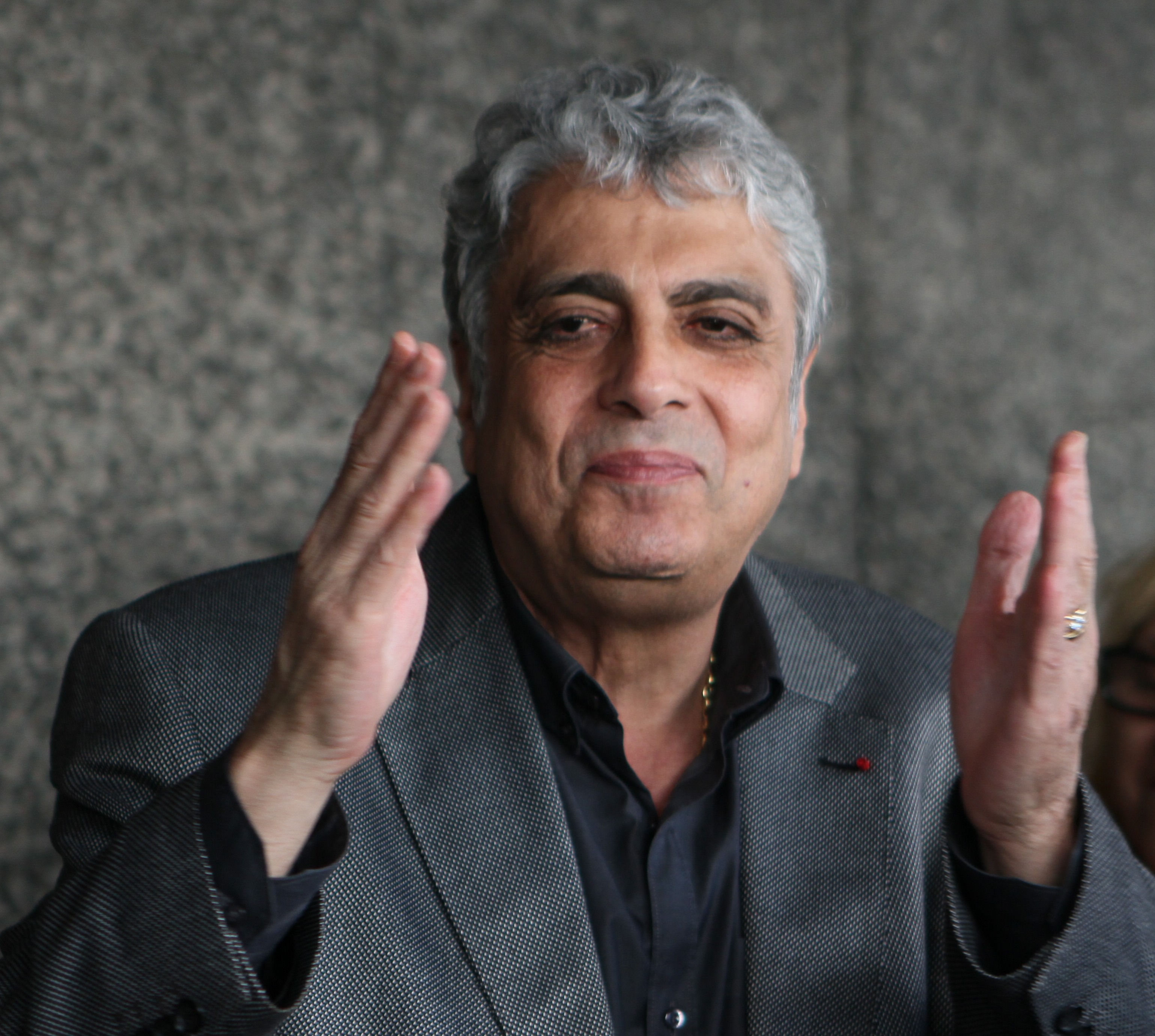
Enrico Macias in Tel Aviv, 2011

Enrico Macias (bürgerlich Gaston Ghrenassia) (* 11. Dezember 1938 in Constantine, Algerien) ist ein französischer Chansonnier.

## Biografie
Gaston Ghrenassia wurde im damaligen französischen Département Constantine in Algerien in eine jüdische Familie geboren, die als Maaluf-Musiker die arabisch-andalusische Musik pflegte. Als Kind spielte er mit befreundeten Gitanos Gitarre, die ihn petit Enrico (kleiner Enrico) nannten. Er wurde zunächst Grundschullehrer, spielte jedoch weiterhin Gitarre im Orchester von Raymond Leyris, genannt Cheikh Raymond (Scheich Raymond), seinem späteren Schwiegervater. Als dieser während des Algerienkriegs am 22. Juni 1961 von einem unbekannten Täter, möglicherweise einem Mitglied der FLN, erschossen wurde, veranlasste dies Gaston und seine Frau Suzy, Raymonds Tochter, am 29. Juli 1961 nach Frankreich auszuwandern. Das Paar ließ sich zunächst in Argenteuil nieder und zog später nach Paris.
Hier trat der Künstler als Sänger in einem Konzert mit Gilbert Bécaud auf und hatte auch einen ersten Fernsehauftritt. Als sich die Sekretärin einer Plattenfirma nach seinem Nachnamen erkundigte, antwortete er „Nassia“, was jedoch als „Macias“ notiert wurde. Durch dieses Missverständnis kam er zu seinem Künstlernamen Enrico Macias.
Er wurde international als chanteur de variétés (Unterhaltungssänger) bekannt. Am 5. Mai 1968 trat er in der Londoner Royal Albert Hall auf. 1980 wurde er von Kurt Waldheim zum UN-Botschafter des Friedens ernannt. 1985 wurde er vom französischen Premierminister Laurent Fabius in die französische Ehrenlegion aufgenommen und im April 2007 zu deren Offizier ernannt. Einige der von ihm gesungenen Lieder, wie Adieu mon pays (Adieu, meine Heimat), haben Symbolcharakter für die Auswanderung der Pieds-noirs angenommen.
Politisch ist Macias jahrelang als Unterstützer Israels hervorgetreten, der sich jedoch gegen jüdische Siedlungen auf besetztem palästinensischem Land und zugleich für einen unabhängigen palästinensischen Staat an der Seite Israels ausspricht. Seit seiner Emigration aus Algerien 1961 hat er sein Geburtsland nicht wieder besucht. Sein Wunsch, den französischen Präsidenten Nicolas Sarkozy auf einer offiziellen Algerienreise im Dezember 2007 zu begleiten, wurde vom algerischen Premierminister Abdelaziz Belkhadem abgelehnt. Macias hat als Fortsetzung seiner Karriere seit Ende der 1990er Jahre regelmäßige Auftritte mit nordafrikanischen Musikern, in Frankreich, insbesondere aber auch in Marokko, der Türkei und Ägypten und pflegt seither den arabisch-andalusischen Musikstil wieder. Auch seine Hits aus den 1960er Jahren bietet er nun in seinen Konzerten meist nach orientalischem Muster und in Begleitung orientalischer Instrumente dar.

## Ehrungen und Preise
- 2011: Ehrenbürger der Stadt Montreal[5]

## Diskografie (Auswahl)
| Jahr | Titel                        | Höchstplatzierung, Gesamtwochen, AuszeichnungChartplatzierungen (Jahr, Titel, Platzierungen, Wochen, Auszeichnungen, Anmerkungen) | Höchstplatzierung, Gesamtwochen, AuszeichnungChartplatzierungen (Jahr, Titel, Platzierungen, Wochen, Auszeichnungen, Anmerkungen) | Anmerkungen |
| Jahr | Titel                        | FR | BEW | Anmerkungen |
| ---- | ---------------------------- | --- | --- | ----------- |
| 2003 | Oranges amères               | FR31 (17 Wo.)FR | — |             |
| 2005 | Chanter                      | FR108 (4 Wo.)FR | — |             |
| 2006 | La vie populaire             | FR30 (11 Wo.)FR | — |             |
| 2011 | Voyage d’une mélodie         | FR44 (5 Wo.)FR | BEW77 (2 Wo.)BEW |             |
| 2012 | Venez tous mes amis!         | FR39 (12 Wo.)FR | BEW75 (12 Wo.)BEW |             |
| 2016 | Les clefs                    | FR87 (4 Wo.)FR | BEW84 (6 Wo.)BEW |             |
| 2019 | Enrico Macias & Al Orchestra | FR88 (4 Wo.)FR | BEW116 (5 Wo.)BEW |             |